# Botanophila fibulans
Botanophila fibulans är en tvåvingeart som först beskrevs av Huckett 1947.  Botanophila fibulans ingår i släktet Botanophila och familjen blomsterflugor. Inga underarter finns listade i Catalogue of Life.